# 高橋由真 (1988年生)
ゆまち（ゆまち、1988年10月21日 - ）は、日本の女性ファッションモデル、歌手である。現在はフリーランス。

## 来歴

### モデル
主にファッション雑誌『egg』で活動。モデル活動時は、愛称である「ゆまち」名義で活動。これは、『egg』で活動する際に本名だと友人にばれると思い、その場でとっさに考えたものである。

### 歌手
同じ『egg』専属モデルの田中愛奈と歌手ユニット「ゆまち&愛奈」を結成。2009年12月に、インディーズ配信シングル「I LOVE･･･」でデビュー。2010年2月に、「会いたい、今すぐ」でメジャーデビュー。現在は歌手としての活動は行っていない

### 人物
2009年12月24日、一般人のぴっぴと結婚。2016年4月に自身のブログで離婚を発表。
現在はスロットタレントとしても活動をしている。
2020年7月25日 妊娠&結婚発表

## 出演

### 雑誌
- egg（大洋図書）専属

### 広告
- DAM★ともAngels（第一興商、2009年）キャンペーンガール
- Candy Magic（エルドラド社、2009年）イメージガール